# 奥本東五
奥本 東五（おくもと とうご、1975年9月15日 - ）は、日本の元俳優。広島県出身。血液型AB型。
JFCTに所属していた。
旧芸名は奥本 東吾。

## 出演作品

### オリジナルビデオ
- 新任女教師
  - 新任女教師 魔性の肉体（1998年）
  - 新任女教師 保健室のぬくもり（2000年） - 平川哲也
- 禁断の果実 近親相姦の誘い（1998年）
- 誘惑クリニック 歯科女医の秘密（1998年） - 健太郎
- プールの時間 憧れのスクール水着（1998年）
- 濡恥母（1999年）
- 硝子のラブホテル 覗かれた夜の顔（1999年） - 中村聡
- 監禁銀行 地獄の狂宴（1999年） - 中山政夫
- ウルトラマンガイア ガイアよ再び（2001年） - サトウ
- HOKURO 〜百発病伝説〜（2003年）
- 肉体おとり調査 裏風俗VS闇金融（2003年）
- 寄性蟲 キラープッシー（2004年）
- 禁断の果実 姉の吐息（2004年）
- プールの時間 憧れの水着（2005年）
- 禁断の果実DX 抱いてみたい女たち（2011年）

### 映画
- 座頭市（2003年）
- 釣りバカ日誌14 お遍路大パニック!（2003年） - 鈴木建設社員

### テレビ
- さよなら五つのカプチーノ（1998年）
- ウルトラマンガイア（1998年 - 1999年） - サトウ
- ブースカ! ブースカ!! 第8話（1999年） - 俊夫
- 火曜サスペンス劇場 / 警視庁鑑識班
  - 第8作（1999年） - 内海透
  - 第15作（2002年）
  - 第18作（2005年） - 杉浦健司
- 花嫁は厄年ッ! 第1話（2006年）